# A legjobb méreg
Az A legjobb méreg a Tankcsapda 1992-ben megjelent második stúdióalbuma. Az előző album egyszerű punk stílusánál sokkal változatosabb és rockosabb (AC/DC és Motörhead-ízű) számok kerültek lemezre. Lukács egyéni hangvételű, a Tankcsapda védjegyének számító dalszövegei közül több klasszikus is hallható az albumon, mint például a címadó "A legjobb méreg" vagy a "Gyűrd össze a lepedőt" dalok sorai. A Tankcsapda a rock rajongók körében ezzel az albummal tett szert országos ismertségre.
Lukács László az éneklés mellett itt még gitározik, csak Labi 1993-as kiválása után váltott basszusgitárra. Az album egyes dalaiban az a Molnár "Cseresznye" Levente szólózik, aki 1993-ban csatlakozott gitárosként a Tankcsapdához. További gitárszólókat játszik az albumon a Replika együttesből ismert Csató Péter.
Az eredetileg csak kazetta formátumban kapható anyagot 1994 októberében újra kiadták a Punk & Roll albummal közös CD-n.

## Az album dalai
1. A legjobb méreg (04:12)
2. Nem hagylak el (03:20)
3. Fekszem a földön (04:50)
4. Legyen az ördögé! (03:08)
5. Tudok egy munkát (03:38)
6. Nem ismerek rád (06:15)
7. Csőre töltve (02:24)
8. Gyűrd össze a lepedőt! (05:20)
9. Napra nap (03:40)
10. Az enyém vagy (03:09)
11. Nem érdekel (03:38)
12. Fordulj fel! (04:32)

## Közreműködők
- Lukács László – gitár, ének, gitárszóló ("Nem ismerek rád")
- Tóth Laboncz Attila "Labi" – basszusgitár, vokál
- Buzsik György – dobok
- Molnár "Cseresznye" Levente – gitárszóló (3-5, 8-11)
- Csató Péter (Replika) – gitárszóló (1, 2, 7, 12)